# Turnišče
Turnišče (wymowaⓘ) – miasto w Słowenii, siedziba administracyjna gminy Turnišče. 1 stycznia 2018 liczyła 1435 mieszkańców.

## Osoby związane z miastem
- Štefan Barbarič (1920–1988) – słoweński historyk literatury
- Matija Slavic (1682–1702) – słoweński ksiądz, archidiakon
- Franc Šbül (1825–1864) – słoweński ksiądz, pisarz historyczny
- Vilmoš Tkalec (1894–1950) – słoweński polityk